# Pariteit (geneeskunde)
In de geneeskunde staat het begrip pariteit voor het aantal keren dat een vrouw bevallen is (van een levend dan wel niet-levend kind) na een amenorroeduur van 16 weken of meer. Hier is pariteit afgeleid van het Latijnse parere, baren.
Ook in de veeteelt staat pariteit voor bijvoorbeeld het aantal keren dat een zeug heeft gebigd, of een koe heeft gekalfd.